# Benjamin Robert Papperitz
Benjamin Robert Papperitz (Pirna, 1826 - Leipzig, 1903) fou un organista, compositor i pedagog alemany del Romanticisme. Primerament estudià filologia i filosofia, i quan tenia l'edat de vint-i-dos anys decidí dedicar-se a la música, entrant en el conservatori de Leipzig, del que en sortí el 1851 amb els estudis ja acabats. De 1868 a 1899 fou organista de l'Església de Sant Nicolau (Leipzig). Fou professor del conservatori de Leipzig, on entre altres alumnes tingué el quebequès Gustave Gagnon, Franz Oskar Merikanto, i Heinrich Robert van Eyken. A més d'algunes obres pedagògiques, deixà lieder, cors a 4 i 8 veus i composicions per a orgue.